# Liste des unités de tirailleurs sénégalais

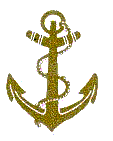
Ancre d'or des troupes de marine

Liste des unités de tirailleurs sénégalais de l'armée française.

## Régiment de tirailleurs sénégalais
- 1er régiment de tirailleurs sénégalais, initialement le Régiment des tirailleurs sénégalais
- 2e régiment de tirailleurs sénégalais, initialement le Régiment des tirailleurs soudanais
- 3e régiment de tirailleurs sénégalais, initialement le Régiment colonial de Madagascar
- 4e régiment de tirailleurs sénégalais
- 5e régiment de tirailleurs sénégalais, initialement le 1er régiment de tirailleurs sénégalais du Maroc
- 6e régiment de tirailleurs sénégalais, initialement le 2e régiment de tirailleurs sénégalais du Maroc
- 7e régiment de tirailleurs sénégalais
- 8e régiment de tirailleurs sénégalais
- 10e régiment de tirailleurs sénégalais
- 11e régiment de tirailleurs sénégalais
- 12e régiment de tirailleurs sénégalais
- 13e régiment de tirailleurs sénégalais, initialement le 3e régiment de tirailleurs sénégalais du Maroc
- 14e régiment de tirailleurs sénégalais
- 15e régiment de tirailleurs sénégalais
- 16e régiment de tirailleurs sénégalais
- 17e régiment de tirailleurs sénégalais
- 18e régiment de tirailleurs sénégalais
- 19e régiment de tirailleurs sénégalais

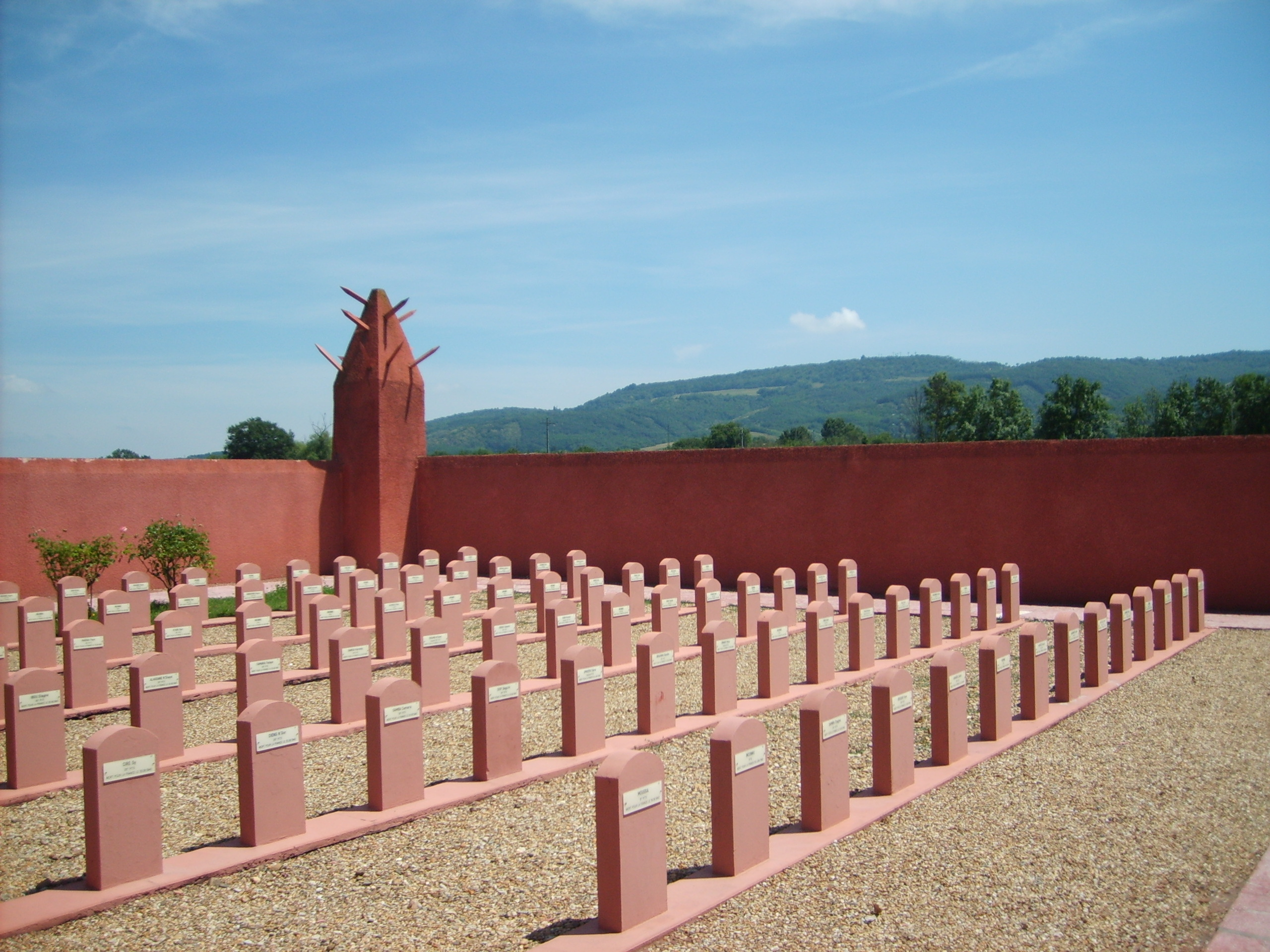
Vue intérieure du Tata sénégalais de Chasselay, en mémoire du massacre des tirailleurs du le 20 juin 1940.

- 24e régiment de tirailleurs sénégalais
- 25e régiment de tirailleurs sénégalais
- 26e régiment de tirailleurs sénégalais
- Régiment de marche des tirailleurs sénégalais (ou régiment de marche du Sénégal)
- Régiment porté de tirailleurs sénégalais

## Régiments d'infanterie coloniale mixte sénégalais
- 5e régiment d'infanterie coloniale mixte sénégalais
- 6e régiment d'infanterie coloniale mixte sénégalais
- 27e régiment d'infanterie coloniale mixte sénégalais
- 33e régiment d'infanterie coloniale mixte sénégalais
- 44e régiment d'infanterie coloniale mixte sénégalais
- 53e régiment d'infanterie coloniale mixte sénégalais
- 57e régiment d'infanterie coloniale mixte sénégalais

## Bataillons de tirailleurs sénégalais

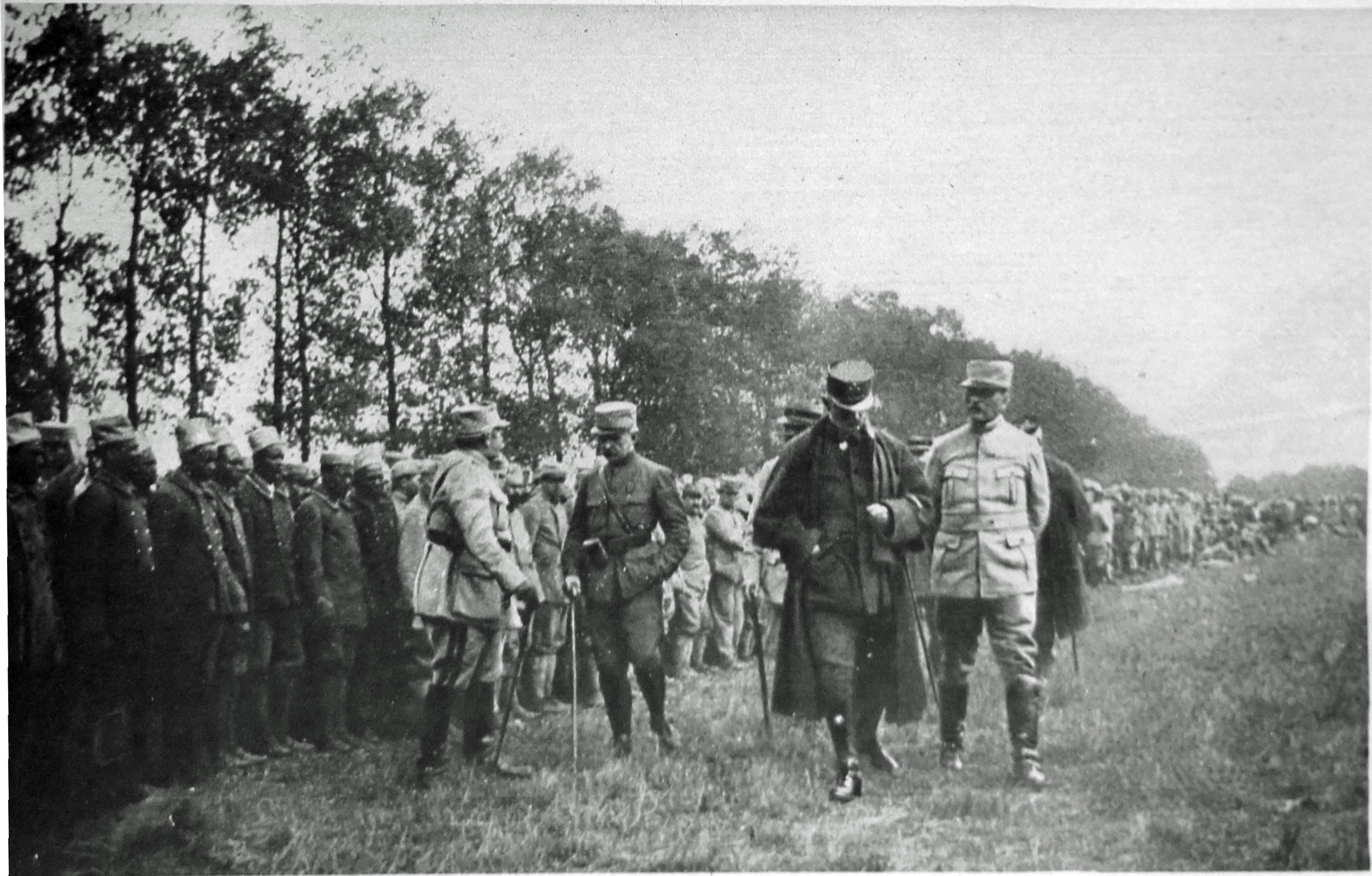
Les généraux Marchand et Blondelat passant les tirailleurs sénégalais en revue en 1915 en Picardie.

Les bataillons de tirailleurs sénégalais envoyés hors de leur zone de recrutement étaient numérotés. La liste indique leur lieu d'opérations (combat, garnison ou travaux d'étapes) et non leurs lieux de formation ou d'hivernage.
- 1er bataillon de tirailleurs sénégalais, France[1]
- 2e bataillon de tirailleurs sénégalais, France[1]
- 3e bataillon de tirailleurs sénégalais, France[1]
- 4e bataillon de tirailleurs sénégalais, France[2]
- 5e bataillon de tirailleurs sénégalais, Maroc[3] puis France[4]
- 6e bataillon de tirailleurs sénégalais, Maroc[3] puis France[4]
- 7e bataillon de tirailleurs sénégalais, France[2]
- 8e bataillon de tirailleurs sénégalais, formé en 1913, France[5]
- 9e bataillon de tirailleurs sénégalais, Orient[4]
- 11e bataillon de tirailleurs sénégalais, formé en 1913, France[6] puis au Maroc[3],[7]
- 12e bataillon de tirailleurs sénégalais, formé en 1913, France[5]
- 13e bataillon de tirailleurs sénégalais, formé en 1913, Maroc[6],[7]
- 14e bataillon de tirailleurs sénégalais, formé en 1914, Maroc[1]
- 15e bataillon de tirailleurs sénégalais, formé en 1914, Maroc[3]
- 17e bataillon de tirailleurs sénégalais, formé en 1914, France[6]
- 18e bataillon de tirailleurs sénégalais, formé en 1914, France, Maroc[6],[7]
- 19e bataillon de tirailleurs sénégalais, formé en 1914, France[6], Maroc[3] puis Orient[8]
- 20e bataillon de tirailleurs sénégalais, formé en 1915[1], Orient puis France[4]
- 23e bataillon de tirailleurs sénégalais, formé en 1915[1], bataillon d'instruction au Maroc[6]
- 26e bataillon de tirailleurs sénégalais, formé en 1915[1], Orient[4]
- 27e bataillon de tirailleurs sénégalais, formé en 1915[1], France[4], fourragère aux couleurs de la croix de guerre
- 28e bataillon de tirailleurs sénégalais, formé en 1915[1], France[5]
- 29e bataillon de tirailleurs sénégalais, formé en 1916, France[4]
- 30e bataillon de tirailleurs sénégalais, formé en 1916, Orient puis France[4]
- 31e bataillon de tirailleurs sénégalais, formé fin 1915, France puis Algérie[4]
- 32e bataillon de tirailleurs sénégalais, formé fin 1915, France[5]
- 33e bataillon de tirailleurs sénégalais, formé fin 1915, France[4] puis Maroc[7]
- 34e bataillon de tirailleurs sénégalais, formé fin 1915, France puis Djibouti[4]
- 35e bataillon de tirailleurs sénégalais, formé fin 1915, France puis Algérie[4]
- 36e bataillon de tirailleurs sénégalais, formé fin 1915, France[5], fourragère aux couleurs de la croix de guerre
- 37e bataillon de tirailleurs sénégalais, formé fin 1915
- 38e bataillon de tirailleurs sénégalais, formé en 1916, France[9]
- 39e bataillon de tirailleurs sénégalais, formé fin 1915, France puis Orient[4]

- 40e bataillon de tirailleurs sénégalais, formé fin 1915
- 42e bataillon de tirailleurs sénégalais, formé fin 1915, France[4]
- 43e bataillon de tirailleurs sénégalais, formé fin 1915, France[5], fourragère aux couleurs de la médaille militaire
- 44e bataillon de tirailleurs sénégalais, formé en 1916, France[4]
- 45e bataillon de tirailleurs sénégalais, formé fin 1915, France[4]
- 46e bataillon de tirailleurs sénégalais, formé fin 1915
- 47e bataillon de tirailleurs sénégalais, formé en 1916, Orient[4]
- 48e bataillon de tirailleurs sénégalais, formé en 1916
- 49e bataillon de tirailleurs sénégalais, formé en 1916, Orient[4]

- 50e bataillon de tirailleurs sénégalais, formé en 1916
- 51e bataillon de tirailleurs sénégalais, formé en 1916, France[4]
- 52e bataillon de tirailleurs sénégalais, formé en 1916, France[4]
- 53e bataillon de tirailleurs sénégalais, formé en 1916, France puis Algérie[4], fourragère aux couleurs de la croix de guerre
- 54e bataillon de tirailleurs sénégalais, formé en 1916, France[4]
- 55e bataillon de tirailleurs sénégalais, formé en 1916
- 56e bataillon de tirailleurs sénégalais, formé en 1916, France[9] puis Orient[4]
- numéros 57 à 61 vacants
- 61e bataillon de tirailleurs sénégalais, formé en 1916, France[5], fourragère aux couleurs de la croix de guerre
- 62e bataillon de tirailleurs sénégalais, formé en 1916, France[4], fourragère aux couleurs de la croix de guerre
- 63e bataillon de tirailleurs sénégalais, formé en 1916, France[4]
- 64e bataillon de tirailleurs sénégalais, formé en 1916, France[4], fourragère aux couleurs de la croix de guerre
- 65e bataillon de tirailleurs sénégalais, formé en 1916, France[4]
- 66e bataillon de tirailleurs sénégalais, formé en 1916, France[4]
- 67e bataillon de tirailleurs sénégalais, formé en 1916, France[4]
- 68e bataillon de tirailleurs sénégalais, formé en 1916, France[4], fourragère aux couleurs de la croix de guerre
- 69e bataillon de tirailleurs sénégalais, formé en 1916, France[4], fourragère aux couleurs de la croix de guerre

- 70e bataillon de tirailleurs sénégalais, formé en 1916, France[4]
- 71e bataillon de tirailleurs sénégalais, formé en 1917, France[5]
- 72e bataillon de tirailleurs sénégalais, formé en 1916, bataillon de dépôt en France[4]
- 73e bataillon de tirailleurs sénégalais, formé en 1916, bataillon de dépôt de Fréjus[4]
- 74e bataillon de tirailleurs sénégalais, formé en 1916, France, dissous fin 1917[4]
- 75e bataillon de tirailleurs sénégalais, formé en 1916, France puis Algérie[4]
- 76e bataillon de tirailleurs sénégalais, formé en 1916
- 77e bataillon de tirailleurs sénégalais, formé en 1916, Djibouti puis France[10]
- 78e bataillon de tirailleurs sénégalais, formé en 1916, France[4]
- 79e bataillon de tirailleurs sénégalais, formé en 1916

- 80e bataillon de tirailleurs sénégalais, formé en 1916, France[4]
- 81e bataillon de tirailleurs sénégalais, formé en 1916, France puis Orient[4]
- 82e bataillon de tirailleurs sénégalais, formé en 1916[11], France[4]
- 83e bataillon de tirailleurs sénégalais, formé en 1916[11], France[4]
- 84e bataillon de tirailleurs sénégalais, formé en 1916[11], France[4], forme le 141e BTS en 1918
- 85e bataillon de tirailleurs sénégalais, formé en 1916[11], Orient[4]
- 86e bataillon de tirailleurs sénégalais, formé en 1916[11], France[4]
- 87e bataillon de tirailleurs sénégalais, formé en 1916[11]
- 88e bataillon de tirailleurs sénégalais, formé en 1916[11]
- 89e bataillon de tirailleurs sénégalais, formé en 1917[11], France[4]
- 90e bataillon de tirailleurs sénégalais, formé en 1916[11]
- 91e bataillon de tirailleurs sénégalais, formé en ?[11]
- 92e bataillon de tirailleurs sénégalais, formé en 1917[11], France[4]
- 93e bataillon de tirailleurs sénégalais, formé en 1917[11], Orient[4]
- 94e bataillon de tirailleurs sénégalais, formé en 1917[11], bataillon de dépôt en Algérie[12]
- 95e bataillon de tirailleurs sénégalais, formé en 1917[11], Orient[4]
- 96e bataillon de tirailleurs sénégalais, formé en 1917[11], Orient[4]
- 97e bataillon de tirailleurs sénégalais, formé en 1917[11], Orient[4]
- 98e bataillon de tirailleurs sénégalais, formé en 1917[11], Orient[4]
- 99e bataillon de tirailleurs sénégalais, formé en 1917[11], Orient[4]
- 100e bataillon de tirailleurs sénégalais, formé en 1917[11], Maroc[6],[7]

- 101e bataillon de tirailleurs sénégalais, formé en 1917[11]
- 102e bataillon de tirailleurs sénégalais, formé en 1917[11]
- 103e bataillon de tirailleurs sénégalais, formé en 1917, France[4]
- 104e bataillon de tirailleurs sénégalais, formé en 1917[11], forme le 124e BTS en 1918
- 105e bataillon de tirailleurs sénégalais, formé en 1917[11]
- 106e bataillon de tirailleurs sénégalais, formé en 1917[11]
- 107e bataillon de tirailleurs sénégalais, formé en 1917[11]
- 108e bataillon de tirailleurs sénégalais, formé en 1918[11], Algérie[12]
- 109e bataillon de tirailleurs sénégalais, formé en 1918[11], Algérie[12]
- 110e bataillon de tirailleurs sénégalais, formé en 1918[11], Tunisie[13]
- 111e bataillon de tirailleurs sénégalais, formé en 1918[11], Algérie[12]
- 112e bataillon de tirailleurs sénégalais, formé en 1918[11], Tunisie[13]
- 113e bataillon de tirailleurs sénégalais, formé en 1918[11], Algérie[12]
- 114e bataillon de tirailleurs sénégalais, formé en 1918[11], Algérie[12]
- 115e bataillon de tirailleurs sénégalais, formé en 1918[11], Algérie[12]
- 116e bataillon de tirailleurs sénégalais, formé en 1918[11], Algérie[12]
- 117e bataillon de tirailleurs sénégalais, formé en 1918[11], Tunisie[13]
- 118e bataillon de tirailleurs sénégalais, formé en 1918[11], Algérie[12]
- 119e bataillon de tirailleurs sénégalais, formé en 1918[11]
- 120e bataillon de tirailleurs sénégalais, formé en 1918[11]
- 121e bataillon de tirailleurs sénégalais, formé en 1918[11]
- 122e bataillon de tirailleurs sénégalais, formé en 1918, France[4]
- 123e bataillon de tirailleurs sénégalais, formé en 1918, Orient[4]
- 124e bataillon de tirailleurs sénégalais, formé en 1918, Orient[4]
- 125e bataillon de tirailleurs sénégalais, formé en 1918, Orient[4]
- 126e bataillon de tirailleurs sénégalais, formé en 1918, Orient[4]
- 127e bataillon de tirailleurs sénégalais, formé en 1918, garnison en France[4]
- 128e bataillon de tirailleurs sénégalais, formé en 1918, garnison en France[4]
- 129e bataillon de tirailleurs sénégalais, formé en 1918, Orient[4]
- 130e bataillon de tirailleurs sénégalais, formé en 1918, Orient[4]
- 131e bataillon de tirailleurs sénégalais, formé en 1918, Orient[4]
- 132e bataillon de tirailleurs sénégalais, formé en 1918, Orient[4]
- 133e bataillon de tirailleurs sénégalais, formé en 1918, Orient[4]
- numéro 134 vacant
- 135e bataillon de tirailleurs sénégalais, formé en 1918[11], Algérie[12]
- 136e bataillon de tirailleurs sénégalais, formé en 1918[11], bataillon de dépôt en Algérie[12]
- 137e bataillon de tirailleurs sénégalais, formé en 1918[11]
- 141e bataillon de tirailleurs sénégalais, formé en 1918, France
- 150e bataillon de tirailleurs sénégalais, formé en 1918[11]

## Autre

### Bataillons autonome
- 13e bataillon autonome de tirailleurs sénégalais
- 14e bataillon autonome de tirailleurs sénégalais
- 15e bataillon autonome de tirailleurs sénégalais
- 17e bataillon autonome de tirailleurs sénégalais
- 19e bataillon autonome de tirailleurs sénégalais
- 24e bataillon autonome de tirailleurs sénégalais
- 63e bataillon autonome de tirailleurs sénégalais
- 64e bataillon autonome de tirailleurs sénégalais
- 66e bataillon autonome de tirailleurs sénégalais
- 67e bataillon autonome de tirailleurs sénégalais

### Bataillons de marche
- 1er et 2e bataillons du 24e régiment de marche de tirailleurs sénégalais
- 13e bataillon de marche de tirailleurs sénégalais
- 26e bataillon de marche de tirailleurs sénégalais
- 27e bataillon de marche de tirailleurs sénégalais
- 28e bataillon de marche de tirailleurs sénégalais
- 29e bataillon de marche de tirailleurs sénégalais
- 30e bataillon de marche de tirailleurs sénégalais
- 31e bataillon de marche de tirailleurs sénégalais
- 32e bataillon de marche de tirailleurs sénégalais

- 1er bataillon de marche d'Afrique occidentale française
- 2e bataillon de marche d'Afrique centrale française
- 3e bataillon de marche d'Afrique occidentale française

### Bataillons mobiles
- 1er bataillon mobile de tirailleurs sénégalais
- 2e bataillon mobile de tirailleurs sénégalais
- 3e bataillon mobile de tirailleurs sénégalais
- 4e bataillon mobile de tirailleurs sénégalais
- 5e bataillon mobile de tirailleurs sénégalais
- 6e bataillon mobile de tirailleurs sénégalais
- 7e bataillon mobile de tirailleurs sénégalais
- 8e bataillon mobile de tirailleurs sénégalais
- 9e bataillon mobile de tirailleurs sénégalais
- 10e bataillon mobile de tirailleurs sénégalais

## Tirailleurs sénégalais avec lieu de garnison dans le nom

### Tirailleurs sénégalais d'Algérie
- Régiment de marche sénégalais d'Algérie

### Tirailleurs sénégalais duCameroun
- 1er régiment de tirailleurs du Cameroun, anciennement régiment de tirailleurs sénégalais du Cameroun

### Tirailleurs sénégalais de laCôte d'Ivoire
- Régiment de tirailleurs sénégalais de la Côte d'Ivoire, anciennement bataillon de tirailleurs sénégalais no 5 et ensuite renommé bataillon autonome de Côte-d'Ivoire

### Tirailleurs sénégalais de laCôte française des Somalis
- Régiment de tirailleurs sénégalais de la Côte française des Somalis, anciennement bataillon de tirailleurs sénégalais de la Côte française des Somalis

### Tirailleurs sénégalais du Dahomey
- Régiment de tirailleurs sénégalais du Dahomey

### Tirailleurs sénégalais deGuinée
- Régiment de tirailleurs sénégalais de Guinée, anciennement bataillon de tirailleurs sénégalais no 4 et ensuite renommé bataillon autonome de Guinée
- Bataillon autonome de Basse-Guinée
- Bataillon autonome de Haute-Guinée

### Tirailleurs sénégalais duMaroc
- Régiment de marche sénégalais du Maroc

- 1er régiment de tirailleurs sénégalais du Maroc
- 2e régiment de tirailleurs sénégalais du Maroc
- 3e régiment de tirailleurs sénégalais du Maroc

### Tirailleurs sénégalais deMauritanie
- Bataillon autonome de Mauritanie, anciennement bataillon de tirailleurs sénégalais no 1

### Tirailleurs sénégalais duNiger
- Régiment de tirailleurs sénégalais du Niger, anciennement bataillon de tirailleurs sénégalais no 3
- Bataillon autonome du Niger est
- Bataillon autonome du Niger nord
- Bataillon autonome du Niger ouest

### Tirailleurs sénégalais de l'Oubangui-Chari
- Bataillon de tirailleurs sénégalais de l'Oubangui-Chari

### Tirailleurs sénégalais de renfort
- 1e BTSR
- 2e BTSR
- 3e BTSR

### Tirailleurs sénégalais duSoudan
- Régiment de tirailleurs sénégalais du Soudan
- Bataillon de Tombouctou, renommé bataillon de tirailleurs sénégalais no 2
- Bataillon autonome du Soudan est
- Bataillon autonome du Soudan nord
- Bataillon autonome du Soudan occidental

### Tirailleurs sénégalais du Tchad
- Régiment de tirailleurs sénégalais du Tchad